# R. E. 디츠 컴퍼니

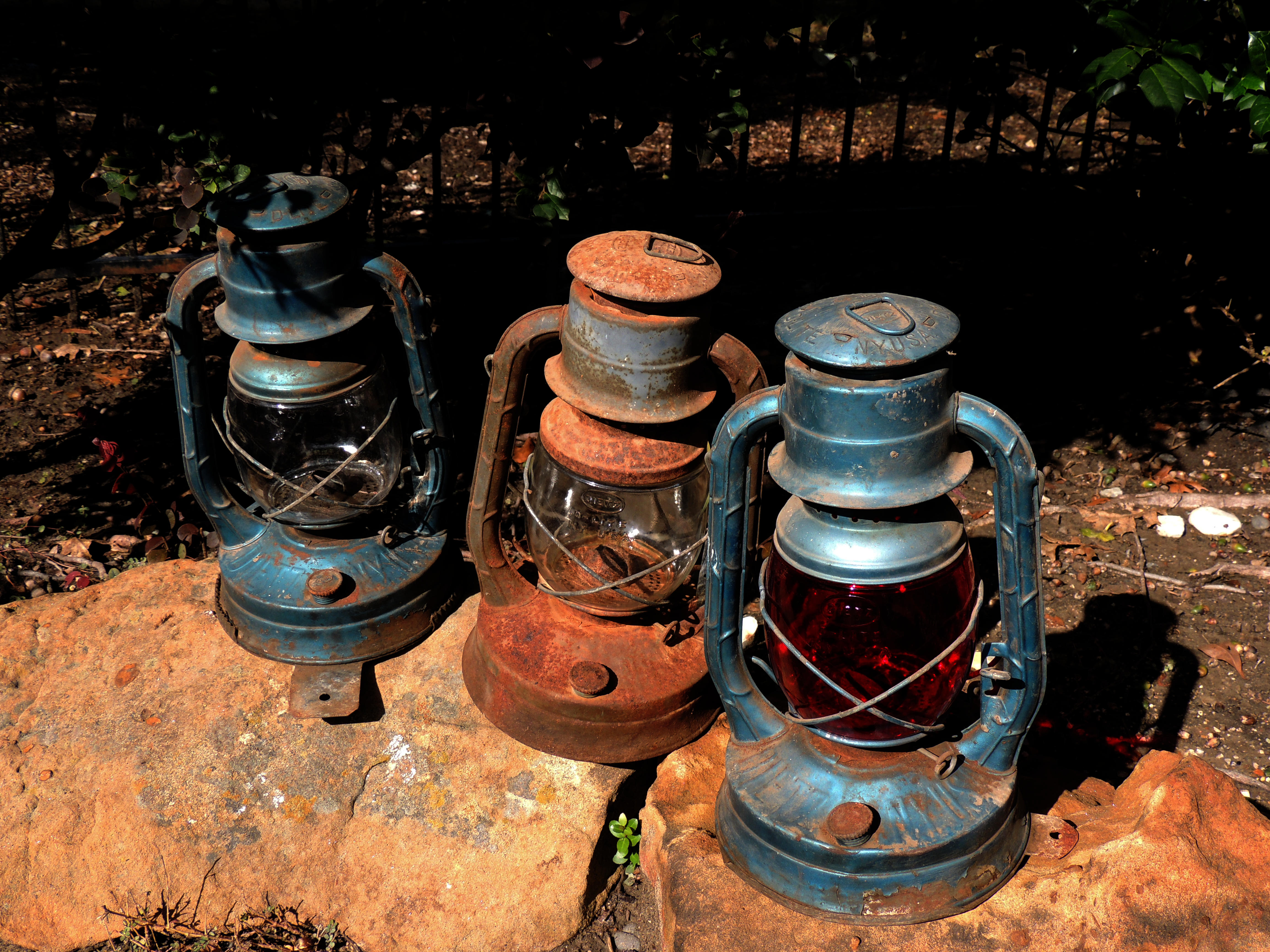
디츠 제2호 디라이트 (D-Lite) 램프

R. E. 디츠 컴퍼니(영어: R. E. Dietz Company)는 미국의 조명 제조업에 종사했던 회사였다. 온폭과 냉폭 계열 등유 램프로 유명했다. 당시 22살이었던 로버트 디츠(Robert E. Dietz)가 뉴욕 시, 브루클린에 있었던 램프와 그것에 쓰여진 기름을 상품으로 운영했던 회사를 인수했던 계기로 공식적으로 1840년에 창사하였다. 비록 실내용 및 야외용 등유 램프로 흔하게 알려졌지만 1920년대부터 1960년대까지 미국 내의 자동차용 조명을 만들었던 대표적인 회사이기도 알려졌다.
이 조명 회사는 경고에 쓰였던 미국 도로변용 공사 조명을 반 이상을 생산했다. Traffic-Gard라는 트레이드마크으로 알려진 등유 램프를 활용했으며 도로변용 횃불은 마치 심이 박혔던 옛날 대포의 원형 탄환으로 생산했다. 또한 대부분의 제품들은 등유로 불을 밝혔다. 나중에 Visi-Flash라는 트레이드마트로 알려진 표준 6볼트 건전지로 작동된 트랜지스터용 경고 조명을 개발하여 상품화했다. 이 기능성 조명 장치는 예약된 교통량을 감지할 때 깜빡깜빡 빛나거나 일정한 빛이 나온다.

## 같이 보기
- 제등